# Dorfkirche Zixdorf

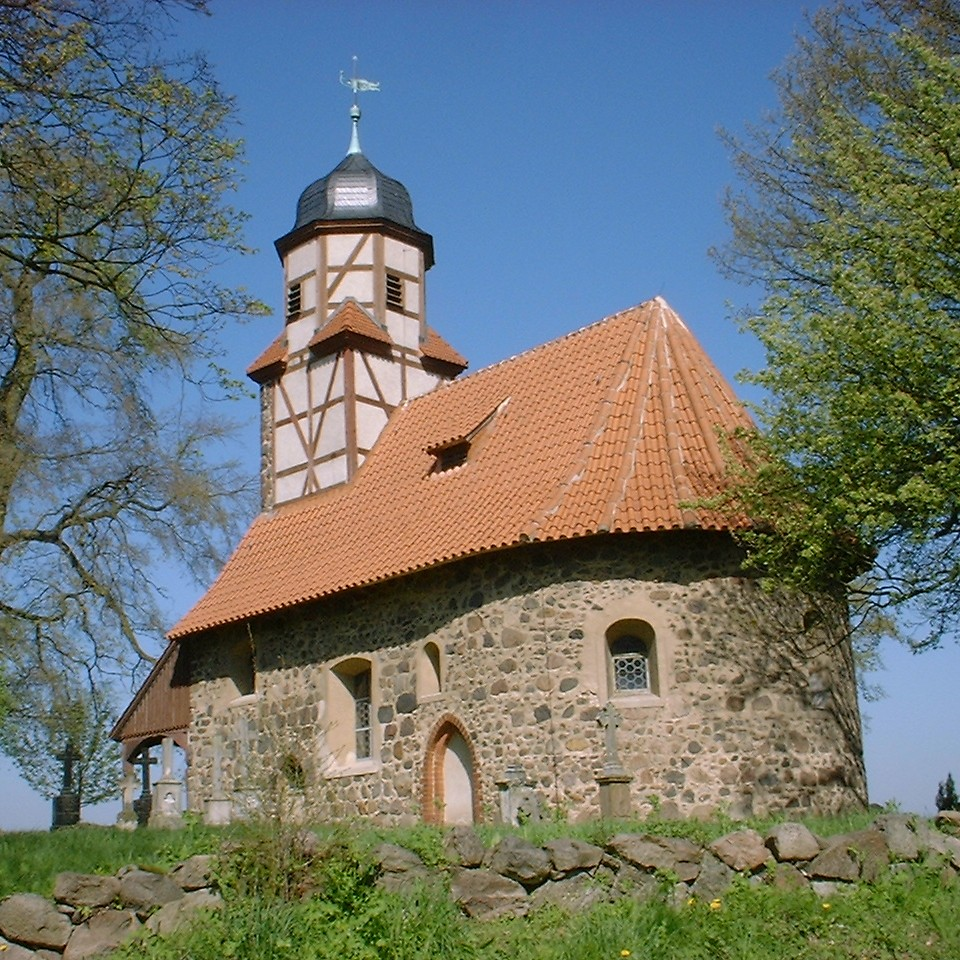
Dorfkirche Zixdorf

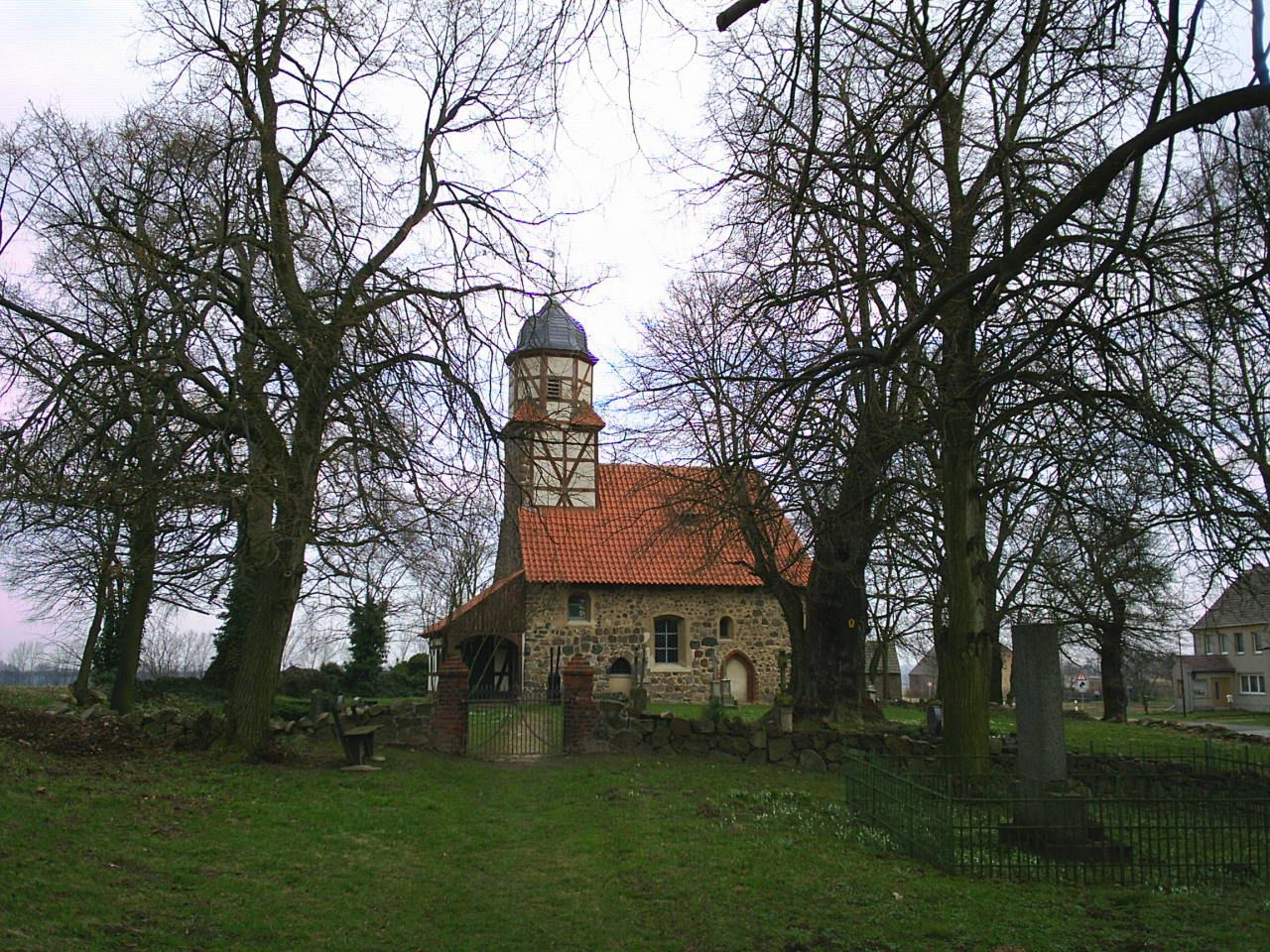
Ansicht von Süden

Die evangelische Dorfkirche Zixdorf ist eine im Kern mittelalterliche, mehrfach umgebaute Saalkirche im Ortsteil Zixdorf von Rabenstein/Fläming im Landkreis Potsdam-Mittelmark in Brandenburg. Sie gehört zur Kirchengemeinde Garrey im Pfarrbereich Niemegk im Kirchenkreis Mittelmark-Brandenburg der Evangelischen Kirche Berlin-Brandenburg-schlesische Oberlausitz und kann nach Anmeldung besichtigt werden.

## Geschichte und Architektur
Die Dorfkirche Zixdorf ist ein rechteckiger Feldsteinbau, im Kern vermutlich aus dem 13./14. Jahrhundert, nach Engeser/Stehr mehrfach umgebaut und gegen Ende des 17. Jahrhunderts mit rundem Ostschluss wiederaufgebaut. Die in den unteren zwei Dritteln des aufgehenden Mauerwerks sorgfältig bearbeiteten Feldsteinquader lassen eine Bauzeit zumindest dieses Teils im 13./14. Jahrhundert vermuten. Darüber ist das Mauerwerk unregelmäßiger, teilweise sind noch Lagen erkennbar.
Über dem Westgiebel befindet sich ein quadratischer Dachturm aus Fachwerk mit massiver Westwand, achteckigem Aufsatz und geschweifter Haube, der 1905 erneuert wurde; gleichzeitig entstand die westliche Vorhalle und die Fensteröffnungen wurden erneuert. Eine Restaurierung wurde 1995 durchgeführt. Auf der Südseite befindet sich ein spitzbogiges Feldsteinportal, kleine hochsitzende Fenster sind noch erkennbar. Das östliche Gewände des Portals stammt vermutlich noch vom ursprünglichen Bauwerk, das westliche von einem Umbau in gotischer Zeit. Eine erhaltene Sakramentsnische in der Nordseite des Chores lässt darauf schließen, dass zumindest dieser Teil des Chores noch mittelalterlich ist. Der Innenraum ist mit einem Tonnengewölbe und hölzernen Einbauten sowie einer Ausmalung von 1905 versehen, aus dieser Zeit stammen auch die Nord- und Westempore. Im Jahr 2020 konnte die Hüllensanierung erfolgreich abgeschlossen werden. Von 2021 bis 2022 fand eine Sanierung des Innenraums statt, bei der unter anderem auch die Malereien am Tonnengewölbe von zwei Restauratorinnen behutsam wiederhergestellt wurden. Außerdem erwarb die Kirchengemeinde eine neue Orgel.

## Ausstattung
Ein hölzerner Altarsaufsatz vom Ende des 17. Jahrhunderts zeigt ein Altarbild mit einer Abendmahlsdarstellung zwischen Säulen, im Aufsatz sind Ovalfelder mit gemalter Gethsemaneszene links und Kreuzigungsgruppe rechts angeordnet; die Wangen wurden vermutlich 1905 ergänzt. Die hölzerne polygonale Kanzel ist auf das Jahr 1690 datiert. Die Taufe von 1694 besteht aus Holz mit erneuerter Fassung. Ein Pfarrstuhl vom Ende des 17. Jahrhunderts steht an der nördlichen Chorwand. Auf der Westempore ist der bemalte Orgelprospekt aufgestellt, das Innere der Orgel ging in der Zeit nach dem Zweiten Weltkrieg verloren.